# Lake Bolac
Lake Bolac is een plaats in de Australische deelstaat Victoria en telt 470 inwoners (2006).